# Sweziella emarginata
Sweziella emarginata är en tvåvingeart som först beskrevs av Joaquin A. Tenorio 1969.  Sweziella emarginata ingår i släktet Sweziella och familjen styltflugor. Inga underarter finns listade i Catalogue of Life.